# Clayface
Clayface (en español, Cara de Barro) es el nombre de varios supervillanos ficticios que aparecen en los cómics estadounidenses publicados por DC Comics, comúnmente como enemigos del superhéroe Batman. Desde su primera aparición en Detective Comics #40 en 1940, el personaje ha sido encarnado por múltiples individuos, siendo el más notable Basil Karlo, un actor de películas de terror que se transforma en un monstruo de arcilla con la capacidad de cambiar de forma.
A lo largo de los años, el manto de Clayface ha sido adoptado por diversos personajes, cada uno con distintos orígenes y habilidades, pero todos comparten la característica de poseer un cuerpo compuesto de arcilla maleable, lo que les permite alterar su forma, tamaño e incluso imitar a otras personas. Esta capacidad los convierte en enemigos formidables dentro del universo de Gotham City. Algunos Clayface han sido presentados como villanos trágicos, mientras que otros han sido más despiadados y violentos. En 2009, Clayface fue clasificado como el 73.er villano de cómics más grande de IGN de todos los tiempos.
Clayface ha aparecido en numerosas adaptaciones fuera de los cómics, incluyendo series animadas como Batman: The Animated Series, videojuegos como la saga Batman: Arkham y diversas películas animadas. Su popularidad y variedad de encarnaciones lo han consolidado como uno de los villanos clásicos en la galería de enemigos de Batman.
Clayface ha aparecido en múltiples medios fuera de los cómics, incluyendo series animadas, películas, videojuegos y producciones televisivas en acción real. En el universo animado de DC, una de las versiones más reconocidas del personaje es la que aparece en Batman: The Animated Series, donde fue interpretado por el actor Ron Perlman, dando voz a una versión combinada de los Clayface Matt Hagen y Basil Karlo. Posteriormente, Steve Harris prestó su voz a la encarnación de Clayface en la serie The Batman (2004–2008), mientras que Alan Tudyk interpreta una versión cómica y extravagante del personaje en la serie animada para adultos Harley Quinn (2019–presente).
En televisión de acción real, Clayface hizo una aparición en la serie Gotham (2014–2019), donde fue representado por el actor Brian McManamon. En esta versión, el personaje conserva su capacidad de cambiar de forma, aunque con una explicación más científica adaptada al tono de la serie.
Además, Clayface ha tenido presencia destacada en videojuegos, especialmente en la franquicia Batman: Arkham.

## Historial de publicaciones
Creado por Bill Finger y Bob Kane, el Clayface original, Basil Karlo, apareció en Detective Comics #40 (junio de 1940) como un actor de segunda categoría que comenzó una vida delictiva usando la identidad de un villano que había interpretado en una película de terror. El personaje solo apareció dos veces en la Edad de Oro, pero fue la inspiración para la versión de la Edad de Plata que cambia de forma.
A fines de la década de 1950, Batman comenzó a enfrentarse a una serie de enemigos inspirados en la ciencia ficción, incluido Matt Hagen, un cazador de tesoros al que se le otorgaron vastos poderes de cambio de forma y resistencia al exponerse a un grupo de protoplasma radiactivo, que se convirtió en el segundo Clayface. Conservó el título durante las próximas décadas de la historia del cómic.
A fines de la década de 1970, Preston Payne se convirtió en el tercer Clayface. Un científico que sufría de hiperpituitarismo, Preston Payne usó la sangre del segundo Clayface para crear una cura para su condición, pero en cambio se convirtió en una criatura parecida a la arcilla que necesitaba transmitir su nueva condición a otros para sobrevivir.
Sondra Fuller de Strike Force Kobra usó la tecnología del grupo terrorista para convertirse en la cuarta Clayface, también conocida como Lady Clay. Formó Mud Pack con el Clayface original y el tercero. Durante esta era, Clayface original usó el ADN de Payne y Fuller para convertirse en Ultimate Clayface (como ahora se llama a sí mismo).
Algún tiempo después del evento Mud Pack, Payne y Fuller tuvieron un hijo llamado Cassius "Clay" Payne, quien, como el quinto Clayface, también tenía poderes metahumanos para cambiar de forma.
En una historia de 1998, el Dr. Peter Malloy luego usó una muestra de la piel de Cassius Payne para convertirse en Claything cuando fue presentado en Batman # 550 (enero de 1998).
En 2002, la versión Todd Russell de Clayface se introdujo en Catwoman vol. 3, #4 (mayo de 2002), y en 2005, la versión de Johnny Williams de Clayface se presentó en Batman: Gotham Knights #60 (febrero de 2005).

## Historia del personaje

### Basil Karlo

#### Edad de oro
La versión original de Clayface, Basil Karlo, apareció por primera vez en Detective Comics #40 (junio de 1940). Es un actor de lista B que se vuelve loco cuando escucha que se filmaría una nueva versión de la película de terror clásica que protagonizó, Dread Castle, sin que él actuara en la película, a pesar de que él será uno del personal asesor. Con el disfraz de Clayface, un villano que una vez interpretó en una película diferente, comienza a matar a los actores que interpretan a los personajes que mató en el orden y la forma en que mueren en la película, junto con alguien que conocía su identidad. Por último, planea asesinar al actor que interpreta al asesino de Clayface. Él es frustrado por Batman y Robin.
Reaparece después de que la ambulancia de la prisión en la que viaja se precipita por un acantilado. Una vez más se pone la máscara de Clayface y apunta a la prometida de Bruce Wayne, Julie Madison. Una vez más, el Dúo Dinámico frustra sus planes. Un aficionado al cine, el cocreador de Batman, Bob Kane, afirma que el personaje se inspiró parcialmente en la versión de 1925 de Lon Chaney, Sr. de El Fantasma de la Ópera y que el nombre del personaje proviene de una combinación de Boris Karloff y Basil Rathbone.

#### Edad de Plata
Si bien la versión de Clayface de Tierra-Uno tiene una historia similar, solo se lo vio en un flashback cuando Alice Chilton recuerda el crecimiento de Bruce Wayne desde que su hijo Joe Chill le disparó a Thomas Wayne y Martha Wayne en su camino para convertirse en Batman.

#### Post-Crisis
En la continuidad Post-Crisis, Karlo languidece en un hospital penitenciario, cuando la actual Clayface (Sondra Fuller) lo visita por curiosidad. Karlo propone una alianza entre todos los Clayfaces vivos para matar a Batman e intentó resucitar a Matt Hagen. Incluso hace arreglos para que se reúna una pequeña parte de los restos de Matt Hagen para convertirlo en un miembro post mortem del "Mud Pack", como se llamaba a sí mismo el grupo. A pesar de que el "Mud Pack" es derrotado, Karlo se inyecta muestras de sangre de Preston Payne y Sondra Fuller, obteniendo la capacidad de cambiar de forma y derretirse con un toque; se convierte en el autoproclamado "Ultimate" Clayface. Es derrotado por los esfuerzos combinados de Batman y Looker de The Outsiders en sobrecargando sus habilidades, haciéndolo derretirse en el suelo. Literalmente se hunde en la corteza terrestre cuando pierde el control de sus poderes; él sobrevive, sin embargo, y ahora su cuerpo luce cristales similares al cuarzo que le otorgan un mayor poder. Karlo escapa de su prisión subterránea cuando Gotham City sufre un gran cataclismo. Él captura a Batman y está a punto de matarlo, pero se pelea con el Sr. Frío sobre quién tiene derecho a matar al Caped Crusader. Usando esa distracción, Batman los derrota a ambos.
Durante la historia de "No Man's Land", Karlo tiene prisionera a Hiedra Venenosa en Robinson Park. Después de que Batman la libera de su prisión, Hiedra Venenosa lucha y derrota a Karlo, hundiéndolo profundamente en el suelo. Parece que Ultimate Clayface es destruido en esta batalla.
Durante la historia de "Crisis infinita", Clayface reaparece como miembro de la Sociedad Secreta de Supervillanos de Alexander Luthor, Jr.
Más tarde, busca aumentar sus ya formidables poderes al absorber a Wonder Woman (una construcción de arcilla similar a él), dándole una cantidad de poderes que bordean la invulnerabilidad. Si bien logra absorber algunos de los poderes de la heroína, lo que hace que ella regrese a una apariencia adolescente que se parece a Donna Troy, finalmente regresa a la normalidad cuando Wonder Woman y Donna pudieron engañar a Clayface para que entrara en un vagón de tren con Wonder Woman mientras ella estaba disfrazada de Donna, Donna posteriormente usó el Lazo de la Verdad para hacer girar el carruaje y convertirlo en una centrífuga mística, lo que provocó que la arcilla que Clayface le había quitado a Wonder Woman se separara de él y volviera a fusionarse con Wonder Woman debido a las diferencias entre los dos tipos de arcilla.
Basil Karlo se encuentra entre los miembros de la Liga de la Injusticia y se encuentra entre los villanos que se ven en "Salvation Run".
Durante la historia de "Crisis final", Clayface puede ser visto como miembro de la Sociedad Secreta de Súper Villanos de Libra. Él desencadena una explosión en el Daily Planet bajo las órdenes de Libra cuando Lex Luthor le ordena a Libra que haga algo que atraiga a Superman hacia ellos.
Máscara Negra intenta controlar a Karlo implantando un dispositivo en su cuerpo. Se escapa de Máscara Negra, pero es capturado y encarcelado por los Outsiders.

#### The New 52
En 2011, "The New 52" reinició el universo DC. Como parte de la historia de "Death of the Family", Hiedra Venenosa saca a Basil Karlo de Arkham, alegando que quiere casarse con él. Sin embargo, esto resulta ser una artimaña; Hiedra lo está usando como parte de un plan más grande. Al darse cuenta de esto, él busca venganza. Karlo luego regresa con un nuevo plan: usar sus habilidades de duplicación de ADN para hacerse pasar por Bruce Wayne y tomar el control de Empresas Wayne. Incluso supone que Wayne es la verdadera identidad de Batman. Sin embargo, Batman coloca evidencia falsa para sugerir que anticipó el intento de Karlo de tomar su ADN y lo engañó para que tomara una muestra falsa. Batman finalmente detiene a Karlo atrapándolo en un sistema de seguridad que solo se puede desactivar con el ADN original de Karlo, razonando que ha cambiado demasiado para que su ADN original esté presente en su sistema.

#### DC: Renacimiento
En 2016, DC Comics implementó otro relanzamiento de sus libros llamado "DC: Renacimiento", que restauró su continuidad a una forma muy similar a la anterior a "The New 52". Basil es reinterpretado como un apuesto joven actor que quedó desfigurado en un accidente automovilístico. En un intento desesperado por salvar su carrera, comenzó a abusar de un químico de maquillaje industrial conocido como "Re-Nu" que, cuando se combina con arcilla y masilla, deforma la carne en nuevas formas y formas; un secreto que descubrió de su padre Vincent Karlo, un ex artista de efectos especiales. Sin embargo, el químico está fuera de producción desde hace mucho tiempo, y Karlo se ve obligado a robar más y más para preservar su apariencia atractiva. Batman lo detiene durante uno de esos robos, que revela su secreto al mundo. La carrera de Karlo se arruina y su novia Glory Griffin lo deja. Batman intenta que Karlo testifique contra el creador de Re-Nu, Roland Daggett, pero él se niega. En cambio, intenta irrumpir en el almacén donde la policía tiene su alijo robado de Re-Nu. Cuando la policía abre fuego contra los viales, Karlo se rocía con el químico y se transforma en Clayface. Luego ataca el set de la película de la que fue despedido. Batman intenta evacuar el set, pero Clayface lo arroja a la distancia y comienza a masacrar a todos los que están a la vista. Como venganza adicional, Clayface desfigura a Glory, quien está trabajando en la película como asistente de producción, antes de que Batman lo detenga. Este incidente lleva a Glory a convertirse en Mudface of the Victim Syndicate.
En el arco de la historia de Batman de 2016 "La noche de los hombres monstruosos", el villano Profesor Hugo Strange usa un suero para transformar seres humanos vivos y muertos en monstruos horribles. Batman inicialmente sospecha de Karlo, quien se escapó de Arkham Asylum. Al darse cuenta de que Karlo necesita más tratamiento que encarcelamiento, Batman le pide que se una a su equipo. Karlo está de acuerdo, y trabajar con Batman, Nightwing, Batwoman, Orphan y Spoiler ayuda a derrotar a los monstruos de Strange. En un momento, Karlo usó el alias de "Matt Hagen". La agencia gubernamental A.R.G.U.S. crea una zona de cuarentena que abarca el vecindario donde murió la criatura, apodándola "Monstertown". Una consultora de A.R.G.U.S., la Dra. Victoria October, se hace cargo de "Monstertown", el área de Gotham City afectada por el suero de Strange. Clayface patrulla las alcantarillas debajo de Monstertown, recuperando los monstruos creados para la Dr. October por la fuga de suero.
La Dra. October se ofrece a trabajar en un medio para devolver a Clayface a su forma humana de forma permanente. Ella le pide que permanezca en su forma monstruosa durante el mayor tiempo posible para poder registrar la degradación mental que sufre mientras más tiempo permanece como no humano. Ella también actúa como su consejera cuando se desespera por una cura. La Dra. October llama al personaje Clayface una "respuesta de miedo" que ocurre cuando la mente de Karlo abandona la empatía y adopta la ira. Batman hace que Clayface use un dispositivo de alta tecnología en el antebrazo (luego reemplazado por una pulsera más pequeña con una fuente de energía de mayor duración) que le permite recuperar la forma humana sin usar sus poderes, lo que reduce el efecto psicótico que Clayface tiene en Karlo. El dispositivo no es una cura, ya que el ADN de Clayface consume el ADN humano de Basil Karlo cada vez que está encerrado en forma humana. La Dra. October le da un brazalete de "placebo" con mensajes de su amiga cercana Cassandra Cain (Orphan), que lo ayuda a concentrarse en mantener la cordura. Después de superar la marca de las doce horas, Clayface pierde la cordura y ataca a la Dra. October. Orphan interviene y le salva la vida al volver a ponerse el brazalete real.
Victoria se preocupa profundamente por Karlo, y luego lo llama un "gran amigo". La Dra. October expresa su deseo de probar su cura en un caso menos grave, y Karlo le habla de Glory Griffin. Karlo también le cuenta a Glory sobre la posible cura, aunque ella se niega a perdonarlo por lo que le hizo. Más tarde, con la cura a punto de terminar, Clayface es capturada por Glory cuando el villano First Victim se hace cargo de Arkham Asylum y la libera. Glory quita el controlador de muñeca de Clayface, y se vuelve loco. Mientras Clayface arrasa Gotham para enfrentarse a Batman, Batwoman obtiene un arma que puede desestabilizar la estructura molecular de Karlo y matarlo. Durante su ataque a la Vieja Torre Wayne, Karlo es rociado accidentalmente con cientos de galones de lodo psicoactivo, lo que empeora su locura. La Dra. October intenta curar a Karlo, pero el efecto es solo temporal, y Batwoman mata a Karlo. Tres días después, la Dra. October cura a Glory Griffin, diciendo que lo hizo solo por el bien de Basil Karlo.
Sin embargo, Clayface no murió. Siete números más tarde, en Detective Comics # 981, los lectores descubren que Basil Karlo todavía está vivo y conserva sus poderes de Clayface (al menos hasta cierto punto). Por razones no declaradas, la Dra. October conspiró con él para fingir su muerte. Karlo deja un mensaje para Cassandra Cain y luego permite que la Dra. October lo saque de Gotham City.
En un flashback, Clayface se encuentra entre los villanos que protegieron a Ingrid Karlsson durante un motín. Antes de que Ingrid fuera asesinada por un recluso que usaba un batarang deshonesto a pesar de que los villanos la alejaron de los disturbios, dio a luz a Astrid Arkham, quien más tarde se convertiría en el Caballero de Arkham.

#### Frontera Infinita
Basil Karlo, trayendo a Killer Croc, Luciérnaga, Cheshire y la Nueva Diosa Knockout como aliados potenciales que buscan una segunda oportunidad. Luego, Karlo le asegura a Selina que su bastión en Alleytown inevitablemente llegará a un punto crítico con el magistrado, que puede ser mejor servido con aliados formidables a su lado. Clayface y Killer Croc atacan a Valley, dándole a Selina la oportunidad de escapar al agua, mientras el Magistrate Croc le dice a Basil que se retire y antes de que Valley explote a Clayface con una granada.

### Matt Hagen
La segunda versión de Clayface, "Matt" Hagen, apareció por primera vez en Detective Comics #298. Un cazador de tesoros, Hagen encuentra una misteriosa piscina radiactiva de protoplasma en una cueva. Sumergiéndose en él por accidente, se transforma en una forma de arcilla maleable que podría moldearse en casi cualquier cosa que desee. Sin embargo, este es solo un efecto temporal que requiere que regrese a la piscina periódicamente para mantener el uso de sus poderes. Sus actividades delictivas atrajeron la atención de Batman y Robin. Batman descubrió su debilidad y lo derrotó.
Matt Hagen luego escapó de prisión y decidió investigar la sustancia protoplásmica que lo convirtió en Clayface para poder encontrar una manera de prolongar sus poderes. Clayface se hizo pasar por civiles adinerados de Gotham City para aprender más sobre sus actividades criminales. Más tarde, Batman y Robin se enfrentaron a Clayface en su escondite, donde usaron una combinación de una pistola de congelación y la sustancia protoplásmica para derrotar a Clayface y devolverlo a prisión.
Matt Hagen finalmente escapa de la prisión y usa el grupo protoplásmico para convertirse nuevamente en Clayface. Esta vez, Batman derrota a Clayface sumergiéndose en el protoplasma, y la batalla resultante hace que Batman destruya la cueva que contenía el estanque protoplásmico.
Clayface luego compite con Joker, lo que hace que Batman, Robin, Batwoman y Bat-Girl trabajen juntos para derrotar a ambos villanos.
Después de escapar de la prisión de máxima seguridad de Green Wells después de haber escondido algunos productos químicos allí, Clayface finalmente copia la gelatina protoplásmica de la piscina mediante estudios químicos, aunque el protoplasma artificial solo le permite cinco horas de su poder en comparación con los dos días completos de la piscina. Clayface reanuda su ola de crímenes al robar la invaluable colección de sellos del millonario KA King y robar el trofeo que se le daría a Batman. Las actividades de Clayface también atraen la atención de Superman. Asumiendo la forma de Superman, Clayface se iguala con él hasta que Clayface rompe algunas gradas para proporcionar una distracción para escapar. Durante el robo de Clayface, Batman usó kryptonita en la forma de Superman de Clayface, solo para que Clayface se escapara transformándose en un cohete. Cuando Batman usa kryptonita roja en él, hace que Clayface se vuelva loco. Clayface usa la visión de rayos X en su forma de Superman para ver quién es Batman. Antes de que pueda revelar quién es Batman, los poderes de Clayface desaparecen, lo que hace que regrese a Matt Hagen. Superman logra salvar a Clayface de la caída. Matt Hagen había perdido la memoria de la identidad secreta de Batman cuando lo entregaron al Departamento de Policía de Gotham City.
Cuando Brainiac regresa a la Tierra para planear su venganza contra Superman, se enfurece y derriba las paredes de una prisión donde estaba encarcelado Matt Hagen. Esto le da a Matt Hagen la oportunidad de escapar y dirigirse a uno de sus laboratorios secretos para recuperar sus poderes. Hace más de la fórmula sintética que le da sus poderes de cambio de forma durante cinco horas. Con Jimmy Olsen a su lado, Batman trabaja para localizar a Clayface mientras Robin trabaja con Superman para atrapar a Brainiac. Esto lleva a un equipo entre Clayface y Brainiac. Mientras Superman y Robin lograron detener a Brainiac, Clayface intenta escapar, solo para que su fórmula desaparezca, lo que permite que Batman y Jimmy Olsen lo capturen.
Clayface aparece más tarde como miembro de la Liga Anti-Justicia de Queen Bee para capturar la Liga de la Justicia. Pero ellos son derrotados por la Liga de la Justicia.
La sangre de Matt Hagen se obtuvo más tarde por Preston Payne.
Clayface luego escapa de la prisión y restaura sus poderes. El secuestra a Lois Lane como parte de un complot para destruir a Batman y Superman. Ambos superhéroes lograron rescatar a Lois Lane y derrotar a Clayface.
Clayface se encuentra entre los villanos que luchan contra Batman y Robin como parte de una pandilla de enemigos de Batman reunidos por el Joker.
Durante la historia de "Crisis on Infinite Earths", Matt Hagen es finalmente asesinado por uno de los demonios de las sombras del Anti-Monitor, junto con el Bandido de Ojos Saltones.
Clayface apareció en el Limbo junto con otros supervillanos muertos como parte de un plan para volver a la vida, solo para ser derrotados por Hawk y Dove, los Jóvenes Titanes y el Tanque Embrujado de Jeb Stuart. El impostor Etrigan el Demonio les ofreció una salida a través de otro portal, pero simplemente estaba jugando con los supervillanos muertos. Cuando los envió a través del portal, resultó ser una entrada al Infierno.
Durante la historia de "Mud Pack", Basil Karlo reúne una pequeña parte de los restos de Hagen y lo convierte en un miembro post mortem del grupo. Sin embargo, no pudo devolverle la vida a Matt Hagen.
Durante la historia de "Crisis infinita", Matt Hagen aparece con vida y fue visto como miembro de la Sociedad Secreta de Supervillanos de Alexander Luthor, Jr. durante la Batalla de Metrópolis.

### Preston Payne
La tercera versión de Clayface, Preston Payne, apareció por primera vez al final de Detective Comics #477 antes de hacer su primera aparición completa en Detective Comics #478–479. Payne, que sufre de hiperpituitarismo, trabaja en División de S.T.A.R. Labs-Gotham en busca de una cura. Obtiene una muestra de sangre de Matt Hagen y aísla una enzima que introduce en su propio torrente sanguíneo. Aunque es capaz de dar forma a su propia apariencia brevemente, este efecto es de corta duración: durante una cita, su carne comienza a derretirse, y cuando agarra el brazo de su novia horrorizada, ella se disuelve por completo en una pila informe de protoplasma. Payne construye un traje de exoesqueleto que no se disuelve para sostener su carne parecida a la arcilla y contener su contagio, pero pronto descubre que necesita transmitir este contagio que se disuelve a otros para sobrevivir tocándolos (siente un dolor insoportable antes de que esto suceda, que solo se detiene cuando toca a alguien). Durante este tiempo, su salud mental comienza a fallar cuando se enamora de un maniquí de cera al que llama "Helena", pensando que ella es la única mujer que es inmune a su toque. Después de otro colapso, cree que Helena disfruta ver a los hombres "peleando por ella" cuando él lucha contra Batman una vez más frente a la muñeca de cera. Aunque no la abandona, la mantiene en Arkham Asylum, diciendo "ambos somos demasiado educados para admitir el divorcio, pero ella no puede vivir para siempre".
Cuando la Cosa del Pantano visita Arkham Asylum, ve a Payne en una "discusión" con Helena.
El Dr. R. Hutton toma un turno de noche en Arkham Asylum para investigar para su nuevo libro que detalla la psicología sobrehumana. Mantiene una estrecha vigilancia sobre los reclusos en Arkham Asylum. Durante este tiempo, ve a Clayface pasando tiempo íntimo con Helena.
Durante los eventos de la historia de "Mud Pack", Sondra Fuller, la cuarta Clayface, comienza a hacerse pasar por la superheroína Looker y visita a Payne en Arkham. Esa misma noche, discute con Helena y sin querer le corta la cabeza. Creyendo que él la ha matado, Payne se vuelve loco hasta que los guardias del asilo lo someten en un pantano cercano. Fuller, que todavía usa la apariencia y los poderes de Looker, lo rescata e influye en él para que siga las órdenes de Basil Karlo. Karlo finalmente traiciona a Payne y Fuller y toma muestras de sangre de ambos para inyectarse a sí mismo. Payne finalmente se libera del control de Fuller y está a punto de matarla cuando ella admite cuánto lamenta haberlo usado. Los dos, después de escapar, se enamoran y viven juntos mientras huyen, lo que lleva a Fuller a quedar embarazada de su hijo, Cassius.
Payne adquiere un medicamento para controlar su dolor y ahora lo siente solo en su mente. También se revela que fue abusado por sus padres.
Un Payne atrofiado y demacrado aparece en la novela gráfica Arkham Asylum: A Serious House on Serious Earth de Grant Morrison y Dave McKean. Se utiliza para representar metafóricamente las infecciones de transmisión sexual.
Payne aparece a continuación en la miniserie Justice League: Cry for Justice, después de haber sido obligado a trabajar para Prometheus, quien había amenazado la vida de su hijo. Prometheus había mutado aún más a Payne, devolviéndole sus antiguas habilidades de cambio de forma, curándolo de su contagio y haciendo que actuara como señuelo para la Liga de la Justicia. Cuando se descubrió la artimaña, un dispositivo explosivo colocado dentro del cuerpo de Payne detonó. Se desconoce hasta el día de hoy si sobrevivió a la explosión.

### Sondra Fuller
La cuarta versión de Clayface, Sondra Fuller (también conocida como Lady Clay), apareció por primera vez en Outsiders (vol. 1) #21. Ella es un miembro de Strike Force Kobra que se transforma en un cambiador de forma por las tecnologías de su empleador Kobra. Aceptó continuar con el proceso porque odia su propia cara. El proceso funciona y ella se convierte en miembro de Strike Force Kobra. Clayface posee habilidades idénticas a las de Matt Hagen, pero son permanentes, sin el requisito de exposición a una fuente de protoplasma. Además, puede copiar cualquier poder especial del ser que está imitando. Clayface es derrotado por los Outsiders.
Más tarde, después de que Mud Pack se forma y lucha contra Batman, Fuller se enamora de Preston Payne. Después de que Clayface-Prime (Karlo) es derrotado, Preston Payne y Sondra Fuller escapan y se casan mientras huyen, y tienen un hijo llamado Cassius "Clay" Payne, un juego con el nombre de nacimiento del boxeador Muhammad Ali. Después de que Abattoir secuestra al niño, la pareja se pelea con Azrael/Batman. Batman finalmente los derrotó a ambos y Fuller fue puesto bajo custodia.
La versión "DC Rebirth" de Sondra Fuller apareció en la secuela de Watchmen Doomsday Clock, donde afirma que Kobra no fue la persona que le dio los poderes de cambiar de forma después de todo. En cambio, afirma que sus poderes fueron el resultado de una conspiración del gobierno para crear seres con superpoderes. Su proclamación se suma al escándalo mundial conocido como "la hipótesis de Superman", que sugiere que Estados Unidos ha estado creando en secreto superhéroes y supervillanos con un propósito desconocido o no declarado. Clayface más tarde acompañó a Black Adam en su ataque a la Casa Blanca.

### The Mud Pack
Antes de las apariciones debut del quinto y sexto Clayfaces, Clayface III y IV se unen, sacando a Clayface I de la prisión. Clayface I también intenta en vano revivir Clayface II. Juntos, el trío forma el "Mud Pack". Clayface I luego gana los poderes de los demás al inyectarse extractos de muestras de sangre de Clayface III y IV, convirtiéndose en el "Ultimate Clayface". Clayface I es derrotado por Batman y Looker y Clayface III y IV escapan.

### Cassius "Clay" Payne
Después del incidente de Mud Pack, Payne y Fuller escapan y se enamoran mientras huyen. Finalmente tienen un hijo juntos llamado Cassius "Clay" Payne, quien se convierte en la quinta versión de Clayface y debutó en Batman #550. El niño es separado de sus padres y retenido en un laboratorio del gobierno. El nombre "Cassius" es un juego de palabras con "Cassius Clay", el nombre de nacimiento del boxeador Muhammad Ali.
Si una parte de él se separa de su cuerpo, puede desarrollar una mente propia, pero en su mayoría piensa de forma inestable en lo que Cassius quiere. Si se une a otro ser humano, se convierte en Claything; la pieza puede darle a ese ser humano habilidades similares a Clayface, como volverse suave y maleable, ser capaz de resistir balas y otras formas de daño, y también podría manifestar la habilidad de Payne para derretir objetos; todo lo que esta persona tendría que hacer para realizar tal acción es pensar en ello. Cassius encuentra muy doloroso y angustioso que le quiten partes de sí mismo, y hará todo lo posible para recuperarlas.
Cuando Thomas Elliot intentó darse a sí mismo las habilidades de cambio de forma de Clayfaces, determinó que Cassius es el único Clayface 'puro' que existe, ya que todos los demás conservan fragmentos de su antiguo ADN humano donde Cassius es el único Clayface que nunca fue nada más que su estado actual.
En un número de Batman: Gotham Knights, se representa a Cassius con la apariencia de arcilla de su madre y su padre, pero solo puede permanecer en esta forma mientras está despierto (un rasgo similar compartido por Plasmus en la serie animada Teen Titans).
Durante la historia de "Crisis infinita", Cassius fue visto como miembro de la Sociedad Secreta de Supervillanos de Alexander Luthor Jr.
Siguiendo la historia de "Crisis final", Cassius ataca a la Guardia Nacional en la barricada, pero cuando el equipo del General Immortus se le acerca, puede reconocer a uno del equipo, Flama Humana. Cassius lo ataca y lo culpa de que Libra haya esclavizado a la Tierra. La Liga de la Justicia llega para terminar la pelea cuando Flama Humana y el equipo del General Immortus se teletransportan, dejando a Cassius para ser capturado. Después de que la Liga lo interroga, lo llevan a unos vehículos del FBI, pero las medidas para contenerlo resultan inútiles; Cassius se suelta y escapa al desierto.

### Dr. Peter "Claything" Malley
La sexta versión de Clayface, también conocida como Claything, también debutó en Batman #550. Claything se crea cuando una muestra de piel de Cassius Payne cobra vida y se fusiona con un científico D.E.O., el Dr. Peter Malley. Tiene la capacidad de derretir objetos simplemente mirándolos. Claything se destruye cuando Cameron Chase psicoquinéticamente vuelve sus propios poderes contra él y sus restos se almacenan en la sede de D.E.O.

### Todd Russell
La séptima versión de Clayface, Todd Russell, debutó en Catwoman (vol. 3) #1 (enero de 2002), pero en realidad no se muestra hasta Catwoman (vol. 3) #4 (mayo de 2002). Esta versión de Clayface no se nombra hasta Catwoman (vol. 3) #44. Con el poder de cambiar a prácticamente cualquier forma y tamaño, se aprovecha de las prostitutas en el East End de Gotham hasta que Catwoman puede contener su cabeza cortada dentro de un congelador. Se dan muy pocos detalles de fondo sobre el pasado del séptimo Clayface. Estuvo en el ejército, sufrió heridas y posteriormente experimentó (posiblemente por el D.E.O.) antes de perder la mayor parte de su memoria y descubrir sus nuevos poderes. Después de su captura, lo mantienen cautivo y experimentan más durante casi dos años en S.T.A.R. Labs en Gotham antes de ser liberado por Catwoman.

### Johnny Williams
La octava versión de Clayface, Johnny Williams, debutó en Batman: Gotham Knights # 60 (febrero de 2005). Williams se presenta como un ex bombero en Gotham City que se transforma en una criatura a base de arcilla por una explosión en una planta química. Primero descubre su transformación después de que accidentalmente mata a una prostituta; horrorizado y afligido por la culpa, planea suicidarse. En ese momento, Hush y Riddler se le acercan y le dicen que los productos químicos lo convirtieron en el último Clayface. Comienzan a manipular a Williams, prometiéndole una cura y obligándolo a cumplir sus órdenes, incluso fingiendo ser Tommy Elliot (la verdadera identidad de Hush) y un Jason Todd adulto, para lastimar y confundir a Bruce Wayne. Elliot también toma muestras de Williams para tratar de determinar cómo puede duplicar los aspectos de cambio de forma de Clayface sin perder su forma original y también utiliza estas muestras para infectar al aliado de Batman, Alfred Pennyworth con un virus que le permite a Hush ejercer cierto grado de control sobre Alfred, obligándolo a cometer un asesinato. Finalmente, Williams se da cuenta de que está siendo manipulado y Hush nunca lo ayudará después de que intente robar una muestra de Cassius con la esperanza de que el análisis de la Clayface "pura" lo ayude a obtener la muestra. Sabiendo que va a morir, Williams ofrece asistencia de Batman contra Hush a cambio de proteger a su familia. Se redime a sí mismo en su muerte al proporcionarle a Batman una muestra de sí mismo para que Batman pueda encontrar una cura para el virus que infecta a Alfred y también se asegura de que Alfred sea absuelto de los cargos de asesinato al asegurarse de que su aparición final después de la muerte incluya huellas dactilares. De manera similar a la de Alfred, los detectives concluyen que simplemente cometieron un error.

## Poderes y habilidades
Cada una de los Clayfaces tiene diferentes poderes, pero todas comparten la capacidad de cambiar de forma incluso su voz, fuerza sobrehumana y hacer armas de barro, aquí se muestran a todos los Clayfaces:
- En sus primeras apariciones, Basil Karlo no tenía poderes, pero llevaba una máscara de arcilla basada en uno de sus papeles en la película. En los cómics posteriores, el cuerpo de Basil Karlo está hecho de barro al tomar el ADN de Clayface III y IV, lo que le permite obtener los poderes combinados de ambos. sin embargo algo que nunca ha logrado hacer es poder imitar perfectamente a una persona. En The New 52, estos se mejoran a un nivel en el que incluso puede imitar el ADN de otros.
- Matt Hagen tuvo cambios temporales de forma, cambio de voz y un cuerpo constituido por un lodo vivo que puede dividir o cambiar de forma a voluntad. Hagen tuvo que volver a sumergirse en un charco de protoplasma que le dio sus poderes para recargarlos cada 48 horas o de lo contrario regresaría a su forma humana. Más tarde duplicó el protoplasma por medios científicos, pero solo le daría sus poderes durante cinco horas antes de necesitar ser renovado.
- Preston Payne originalmente tenía poderes de cambio de forma, pero terminó ganando la capacidad de disolver a las personas con su toque. Tiene súper fuerza de su exoesqueleto y traje anti-disolución. La habilidad de cambio de forma de Preston fue restaurada más tarde por Prometeo.
- Sondra Fuller tiene poderes de cambio de forma y duplicación de poderes.
- Cassius "Clay" Payne tiene los poderes combinados de sus dos padres. Si una parte de él se separa de su masa, puede desarrollar cierta conciencia propia e incluso "unirla" con un humano para transformarla en una "Arcilla".
- El Dr. Peter Malley tenía los mismos poderes que Casio, pero también podía derretir a las personas con solo mirarlas.
- Todd Russell tenía poderes de cambio de forma.
- Johnny Williams tenía poderes de cambio de forma.

## Debilidades
Todos los Clayfaces tiene en común estas desventajas:
- Como sus cuerpos arcillosos se mueven a través de impulsos eléctricos ordenados por la mente, como si fuesen fibras musculares, los hace vulnerables a ataques o choques eléctricos, donde pierden el control de su disfraz hasta que la descarga lo obligue a regresar a su forma arcillosa, pero a la larga se puede volver invulnerable ante este tipo de ataque.
- Si es expuesto a un rayo congelador, se mete en un cuarto frío sin posibilidad de escapar o se congela a nivel celular por otros medios, el clayface quedará como estatua en vida, a menos se que descongele; si una parte del cuerpo está así y el resto no, el individuo no podrá unir sus partes hasta que todas se descongelen, por esta razón Batman y sus demás compañeros murciélagos tienen cápsulas de congelamiento rápido en sus bati-cinturones.
- Si le cae una sustancia que se endurezca rápidamente como cemento de secado rápido, cera líquida que se enfría rápidamente o alguna cosa similar, el ya no podrá moverse pero no lo matara, solo podrá liberarse hasta que se le retire la sustancia.
- Si se le retira toda la humedad es decir deshidratarlo, quedará el cuerpo hecho polvo, pero estará vivo, donde la única forma de regresarlo a la normalidad será añadir agua, así fue vencido Basil en la serie The Batman.
- En algunas ocasiones si Clayface cae a una zona con mucha agua como un lago, río, represa, mar; etc, su cuerpo se diluye al no poder mantenerse junto, esto le paso a Hagen en la serie Batman: la serie animada, Batman pensó que estaba muerto pero arcilla regreso debido una cañería que vertían desechos químicos en el océano en Las nuevas aventuras de Batman.

## Otros personajes llamados Clayface

### El Clayface de Japón
La novena versión de Clayface, el Clayface de Japón, debutó en Batman Incorporated #6 (junio de 2011) como parte de "The New 52". Batman le encarga a Batman Japón (Jiro Osamu) que luche contra Clayface de Japón aproximadamente dos meses y medio después de su aventura en Batman Incorporated. No se sabe mucho sobre este Clayface, excepto que se parece a todos los Clayfaces anteriores y parece tener el mismo conjunto de poderes. Presumiblemente, este Clayface, como rival de Osamu, es nativo de Japón. Batman afirma que este Clayface es un recién llegado, un samurái, y opera en o alrededor de Hokkaido.

### Clones de Clayface
En "The New 52", un villano llamado Jeffrey Bode hace varios clones efímeros de Clayface.

### Clownface
Clownface comenzó como una pieza perdida del cuerpo de Clayface que se soltó y ganó suficiente sensibilidad para transformarse en un anciano mudo. Este hombre fue encontrado y llevado a Arkham Manor debido a su falta de respuesta. Más tarde, el Guasón infectó esta porción de Clayface con el veneno del Joker, transformándola en una máquina de matar completamente separada a la que llamó Clownface.

## Versiones alternativas
Varios universos alternativos en las publicaciones de DC Comics permiten a los escritores introducir variaciones de Clayface, en las que los orígenes, el comportamiento y la moralidad del personaje difieren del entorno principal.
- En Batman '66 (que se basa en la serie de televisión de la década de 1960), el nombre de Basil Karlo se usó para la verdadera identidad de False Face. En el número 23, False Face obtiene una fórmula que cambia de forma y lo transforma en Clayface.[84]
- La versión Tierra-9 de Clayface aparece en la miniserie Tangent: Superman's Reign de Tangent Comics. Esta versión es un cambiaformas como las versiones principales, pero su forma base es la de un humano corpulento y deforme con la piel derretida.[85]
- En la línea de tiempo alternativa del evento Flashpoint, una versión de Clayface es miembro de los piratas de Deathstroke después de que Deathstroke lo sacara de una prisión flotante.[86] Durante los ataques de Aquaman y Amo del Océano, Clayface es empujado por Aquaman al agua, aparentemente matándolo.[87]
- La versión de Basil Karlo de Clayface aparece en el cómic Year Two de Injustice: Gods Among Us.
- En la serie de cómics de la precuela de Batman: Arkham Knight, varias partes, incluido Simon Stagg, quien creó el "Proyecto: Meta", y Hush, que usó en su rostro para ocultar las cicatrices de su cirugía estética, adquirieron muestras del barro de Basil Karlo. Karlo también apareció durante una de las fantasías de Joker y brevemente durante una de las simulaciones de Batman para Robin. También se reveló que Karlo todavía está vivo dentro del lodo recolectado por GCPD, pero no puede volver a tomar forma debido a las partículas de Lázaro mezcladas con su lodo y la explosión del generador.
- En la miniserie de 2017 Batman: White Knight, Clayface sin nombre aparece como personaje principal. El criminal Jack Napier (una versión de Joker que se curó temporalmente de su locura después de que Batman lo alimentara a la fuerza con pastillas) usa la tecnología de control mental del Sombrerero Loco para controlar Clayface, mientras desliza pequeñas partículas de su cuerpo en las bebidas de muchos de Los otros villanos de Batman. Esto le permite a Napier controlar un pequeño ejército de villanos a través de la habilidad de Clayface para controlar partes de su cuerpo que habían sido separadas de él.
- En Batman: Earth One - Volumen Tres, Bruce conoce a un anciano que inicialmente parece ser "Adrian Arkham", el abuelo materno de Bruce, quien su abuela asumió que lo mató después de que ella tuvo un colapso mental hace años, pero afirma que en realidad era él. conducido a las calles. Sin embargo, Bruce finalmente se entera de que 'Adrian' es en realidad un impostor capaz de cambiar su apariencia a nivel celular. El análisis de sus dedos revela capas de huellas dactilares de tres hombres diferentes (Preston Payne, Matt Hagen y Basil Karlo) que se encuentran debajo de sus capas de piel cambiante, sin forma de saber si alguna de ellas era su identidad real o solo un alias que asumió en ese momento. en algún momento, y no hay forma de 'leer' las huellas dactilares más abajo para confirmar si podría haber tenido identidades más antiguas.
- Clayface se incluye brevemente en la portada de uno de los primeros números de la miniserie cruzada de Batman/Tortugas Ninja, pero no apareció en la historia en sí. En la tercera miniserie, Clayface se mezcla con el personaje de Rocksteady, formando un Clayface que es un rinoceronte en su forma natural.

## En otros medios

### Televisión

#### Imagen real
- La encarnación de Matt Hagen de Clayface aparece en los créditos iniciales de la serie Batman de la década de 1960, pero fue reemplazada en el programa por False Face, interpretado por Malachi Throne.
- Clayface apareció en el episodio 12 de la serie de televisión Birds of Prey, de corta duración, interpretado por Kirk Baltz. Esta versión es la de un escultor que se inspira en el dolor ajeno. Como Clayface, sus poderes provienen de una fórmula especial diseñada específicamente por un científico corrupto para trabajar con su ADN. Payne fue contratado por el Joker para matar a Catwoman, pero fue derrotado y encarcelado en Arkham Asylum en algún momento antes de la serie. En el presente, después de enterarse de que su hijo Chris Cassius (interpretado por Ian Reed Kesler) toma la fórmula por sí mismo y adquiere la capacidad de convertir a las personas en arcilla, Payne sale de Arkham para detenerlo a pesar de haber chocado con las Aves de Presa. Chris finalmente es derrotado por Helena Kyle y Payne se entrega.
- La encarnación de Clayface de Basil Karlo aparece en los episodios de Gotham "A Legion of Horribles", "Transference" y "Ghosts", interpretado por Brian McManamon.[88][89][90] Esta versión es un actor fallecido que fue revivido por Hugo Strange y Ethel Peabody usando ADN de octópodo, lo que le otorgó a Karlo la capacidad de estirar y remodelar su rostro para parecerse a cualquiera.
- Una encarnación original de Clayface aparece en la tercera temporada de Pennyworth, interpretada por Lorraine Burroughs. Esta versión es una P.W.E., un ser mejorado que puede alterar su apariencia para imitar perfectamente la de otra persona, que se hace pasar por Virginia Devereaux, una funcionaria de alto rango de la CIA que viaja con Patrick Wayne a Inglaterra. A lo largo de sus apariciones, ha asumido las identidades de Mary Pennyworth (interpretada por Dorothy Atkinson) y Martha Wayne (interpretada por Emma Paetz).[91]

#### Animación
- La encarnación de Clayface de Matt Hagen aparece en Las nuevas aventuras de Batman, con la voz de Lou Scheimer.
- Dos encarnaciones de Clayface aparecen en la serie The Batman de 2004.
  - El personaje original de la serie Ethan Bennett (con la voz de Steve Harris)[92]se presenta en el piloto de la serie "El murciélago en el campanario" como un detective en el GCPD asociado con Ellen Yin y era el mejor amigo de Bruce Wayne. Sin embargo, en el final de la primera temporada de dos partes, "La cara de goma de la comedia" y "La cara de barro de la tragedia", Bennett es suspendido por denunciar públicamente las afirmaciones de su jefe superior Angel Rojas sobre Batman, capturado por el Joker y expuesto a sus efectos mutagénicos "Joker Putty", que transforma a Bennett en Clayface. Intenta asesinar a Rojas, pero Batman lo detiene. Después de esto, Bennett escapa y finalmente gana suficiente control de sus habilidades para volver a su forma habitual. En el episodio de la temporada dos "Meltdown", Bennett intenta vengarse del Joker, pero Batman lo detiene y lo ve juzgado. A pesar de ser liberado en libertad condicional, Bennett se ve tentado a convertirse en un criminal y buscar venganza del Joker nuevamente. En el episodio "La noche de Grundy", Clayface se hace pasar por Solomon Grundy para saquear Gotham en Halloween, pero finalmente es frustrado por Batman. En el episodio de la cuarta temporada "Clayfaces", un Bennett reformado captura al Joker y lo entrega a la policía antes de entregarse. Encarcelado en Arkham Asylum, le dice a Wayne que quiere recuperar su trabajo y luchar contra el crimen con sus poderes. Después de que Basil Karlo se convierte en su propia versión de Clayface, Bennett escapa de Arkham para detenerlo junto a Batman y Robin, y Bennett restringe a Karlo para que Batman pueda administrarles un antídoto. Reencarcelado en Arkham, un Bennett curado planea terminar su sentencia y concentrarse en reformarse a sí mismo. En un futuro potencial representado en el episodio "Artefactos", Bennett fue reintegrado al GCPD y se convirtió en el Jefe de Policía.
  - Basil Karlo (interpretado por Wallace Langham en "Clayfaces", Lex Lang en "The Batman / Superman Story")[92]también se presenta en el episodio "Clayfaces". Esta versión es un actor sin talento que irrumpe en Empresas Wayne y bebe una muestra refinada del mutágeno al que estuvo expuesto Bennett para poder darse una nueva apariencia. Después de ser rechazado una vez más, Karlo rompe y usa sus nuevos poderes para atacar a las personas que lo rechazaron, viendo poco a poco que convertirse en un supervillano aumentará su popularidad. Mientras Bennett, Batman y Robin lo derrotan y aparentemente lo curan, los poderes de Karlo regresan mientras está encarcelado en Arkham. En el episodio de la quinta temporada de dos partes "The Batman / Superman Story", Karlo escapó y fue contratado por Lex Luthor, entre otros villanos, para secuestrar a Lois Lane para atraer a Superman a una trampa. Con la ayuda de Batman y Robin, Superman derrota a los villanos contratados por Luthor. Mientras Clayface escapa temporalmente, vuelve a luchar contra Batman y Robin y es derrotado.
- La versión Preston Payne de Clayface se presenta en Batman: The Brave and the Bold, episodio "Joker: The Vile and the Villainous!".[93] Se ve un retrato de Clayface en el bar del villano donde cuelgan la galería de villanos de Batman.
- La versión Matt Hagen de Clayface aparece en la serie animada Young Justice, con la voz de Nolan North.[92]En "Tiempo de inactividad", se lo ve al principio, donde domina a todo el equipo y está a punto de matar a Aqualad hasta que Batman interviene y lo somete rápidamente con una Taser, lo que hace que Clayface se disuelva en un charco. Más tarde fue llevado a Arkham Asylum. En "Feliz Año Nuevo", Clayface encuentra a Miss Martian y Superboy en las alcantarillas, donde ataca a Superboy con las mismas tácticas que usó antes. A estas alturas, se ha vuelto inmune a las tasers que usa Robin, pero Superboy usa una píldora especial para congelar a Clayface. Luego es devuelto a Arkham.
- La versión de Matt Hagen de Clayface aparece en Teen Titans Go!, con la voz de Fred Tatasciore.
- La encarnación de Basil Karlo de Clayface aparece en Harley Quinn, con la voz de Alan Tudyk,[94]mientras que Jonah Platt proporciona su voz para cantar.[92]Se dice que esta versión es un actor de formación clásica pero terrible que obtuvo sus habilidades de un "terrible accidente de cerámica" y es considerado uno de los villanos menores de Gotham City. Además, las partes de su cuerpo desarrollarán personalidades propias si se separan de él, como su mano derecha (con la voz de Tom Kenny) y la parte inferior del cuerpo. Presentado en el episodio "So, You Need a Crew?", Clayface trabaja como barman hasta que lo reclutan en el equipo de Harley Quinn. A partir de la cuarta temporada, dejó el equipo para convertirse en artista de Las Vegas.
- La encarnación de Clayface de Basil Karlo aparece en Suicide Squad Isekai, con la voz de Jun Fukuyama.[95]Esta versión es un miembro del epónimo Escuadrón Suicida cuya forma humana se parece a Michael Jackson.[96]
- La encarnación de Basil Karlo de Clayface aparecerá en Batman: Caped Crusader.[97]Esta versión fue encasillado debido a su apariencia única, lo que lo llevó a usar un suero experimental para alterar su rostro. Sin embargo, esto lo desfiguró y lo volvió loco.[98]

##### Universo animado de DC
La encarnación de Matt Hagen de Clayface, con elementos de Basil Karlo, aparece en una serie ambientada en el Universo animado de DC (DCAU), con la voz de Ron Perlman.
- Apareciendo por primera vez en el episodio de Batman: la serie animada, "Feat of Clay", esta versión es un actor que anteriormente quedó desfigurado en un accidente. El corrupto empresario Roland Daggett le regala Renuyu, una crema de belleza que restaura su rostro y le permite cambiarlo por el de otra persona, pero sus efectos resultan temporales y adictivos. Daggett contrata a Hagen para que lo ayude en sus actividades criminales a cambio de más Renuyu, pero Hagen finalmente se niega a cooperar, lo que lleva a los hombres de Daggett a alimentarlo a la fuerza con una gran cantidad de Renuyu que lo transforma en Clayface. Tras un atentado fallido contra la vida de Daggett y ser derrotado por Batman, Hagen se esconde. En el episodio "Mudslide", Hagen roba un isótopo de Wayne Biomedical Labs para estabilizarse cuando su cuerpo comienza a deteriorarse antes de ver a Stella Bates, una exasesora médica en una de sus películas que se enamoró de él. Hagen está casi recuperado, pero Batman los encuentra y aborta el tratamiento. En la pelea que sigue, Clayface cae por un acantilado y cae al océano, donde se disuelve y muere.
- Hagen regresa en Las nuevas aventuras de Batman. Después de una aparición menor en el episodio piloto "Holiday Knights", el episodio "Growing Pains" revela que después de caer al océano, sus restos flotaron cerca de una tubería que goteaba productos químicos al océano, recuperando parte de su fuerza. Mientras se recupera, él envió una parte de sí mismo disfrazada de una niña llamada Annie (con la voz de Francesca Marie Smith)[99]para ver si era seguro para él resurgir, pero ella desarrolla su propia personalidad y se encuentra con Robin, quien cae enamorado de ella. Hagen finalmente se hace pasar por el padre abusivo de Annie mientras comete robos para ganarse la vida antes de recuperarse y arrinconar a Robin y Annie, y esta última se deja reabsorber para salvarlo. Robin enfurecido casi mata a Hagen, pero Batman interviene y Hagen es posteriormente arrestado y encarcelado en Arkham Asylum.
- Hagen aparece en el episodio de dos partes de Liga de la Justicia, "Sociedad Secreta". En algún momento antes de la serie, Morgan Edge capturó a Hagen hasta que la Sociedad Secreta de Gorilla Grodd lo liberó y lo agregó a sus filas. Habiéndose vuelto menos agresivo y psicópata, inicialmente se muestra reacio a unirse a ellos hasta que Grodd promete ayudar a Hagen a recuperar su forma humana mientras mantiene sus poderes de cambio de forma. Sin embargo, después de enfrentarse a la Liga de la Justicia, la Sociedad Secreta es derrotada.

### Película
- La versión de Flashface de Clayface aparece en Justice League: The Flashpoint Paradox. Forma parte de la tripulación pirata de Deathstroke que lucha contra el ejército de Aquaman hasta que es asesinado por Ocean Master.
- La versión de Clayface de Basil Karlo aparece en Batman Unlimited: Monster Mayhem, con la voz de Dave B. Mitchell. Clayface se ha unido a la pandilla de monstruos del Joker para provocar el caos en Gotham City.
- La versión de Clayface de Basil Karlo aparece en Batman Unlimited: Mech vs. Mutants, nuevamente interpretado por Dave B. Mitchell. Clayface, Killer Croc, Chemo y Bane son liberados de Arkham por el Sr. Freeze y el Pingüino. Freeze usa un suero para convertir a Chemo y Croc en monstruos gigantes. Mientras tanto, el traicionero pingüino recluta a Clayface y Bane para ayudar con un golpe de Estado contra Freeze. Penguin les inyecta el suero y Bane lanza Freeze a través de Gotham. Clayface persigue a Batman y Robin, pero el suero convierte a Clayface en un monstruo de lava. Usando un rayo de congelación desarrollado por Freeze, Robin, Flash, Man-Bat y Nightwing congelan a Clayface sólido. Sin embargo, Clayface es liberado accidentalmente por algunos niños y, de regreso a su forma original, escapa a la alcantarilla.
- La versión de Clayface de Basil Karlo aparece en The Lego Batman Movie, con la voz de Kate Micucci en voz masculina. Él está entre los villanos que asisten a Joker en su adquisición de Gotham City. Durante la ceremonia en la que juran a Barbara Gordon como la nueva comisionada de policía, Joker asigna a Freeze y Clayface para capturarla. Barbara engaña al Sr. Freeze para congelar Clayface. Durante la lucha contra los presos de la Zona Fantasma, el Sr. Freeze y Clayface derrotan a los Kraken de Choque de titanes.
- La versión de Clayface de Basil Karlo aparece en Scooby-Doo! & Batman: The Brave and the Bold, con la voz de Kevin Michael Richardson. En algún momento antes de los eventos de la película, Clayface había recogido una cepa corrosiva de bacterias que le dificultan mantener su forma, y Riddler le ofrece una cura. A cambio, Clayface crea un señuelo de arcilla para hacerse pasar por Riddler mientras estaba disfrazado de la Pregunta, y también toma la forma de Crimson Cloak; el supuesto fantasma del científico Leo Scarlett que quiere vengarse de Batman por no poder salvarlo. Crimson Cloak comienza a robar isótopos para recrear el dispositivo de teletransportación del Profesor Milo, en el que trabajaron Scarlett y Riddler, al mismo tiempo que incriminaba a Batman y Mystery Inc. por los crímenes para mantenerlos distraídos. En última instancia, Mystery Inc. deduce la identidad de Crimson Cloak y derrota a Clayface usando el bat-deshidratador de Batman.
- La encarnación de Basil Karlo de Clayface aparece en Batman: Hush, con la voz de Adam Gifford. Mientras opera bajo su nueva identidad de Hush, Riddler usa un Clayface lavado de cerebro para operar en su lugar. Cuando Batman llega a Arkham para interrogar a Riddler sobre su relación con Hush, se revela Clayface y Batman y el comisionado Gordon lo derrotan.

### Videojuegos
- Clayface es un villano principal en el videojuego de Las Aventuras de Batman y Robin.

- Aparece también en Lego Batman: El Videojuego. En él, forma parte del grupo de villanos liderados por El Acertijo. Acompaña a este en una misión en el banco, pero se queda atrás y es derrotado por Batman y Robin, siendo encarcelado de nuevo en Arkham. En Lego Batman 2: DC Super Heroes reaparece, escapando de Arkham junto con los demás presos. Se le puede encontrar en un callejón cercano al Banco de Gotham, y tras una breve pelea, es un personaje desbloqueable.

- En Batman: Arkham Asylum, aparece dentro de una celda disfrazado del comisario Gordon y del alcalde Quincy Sharp, en el mismo cuarto en que rescatas a este último; aparece un trofeo de él y su biografía es un elemento desbloqueable.

- La versión de Basil Karlo de Clayface aparece en Batman: Arkham City con la voz de Rick D. Wasserman. Es visto presente durante todo el juego como un Joker saludable, y así llamar la atención de Batman mientras el verdadero Joker intenta recuperarse. También es el jefe final del juego, peleando en su forma original.

- Basil Karlo es mencionado en Gotham City Impostors.

- Clayface aparece como un jefe en el videojuego de Gotham Knights.

### Sitio web
- Una versión femenina del personaje llamado Mrs. Clayface aparece en DC Super Hero Girls, con la voz de Kevin Michael Richardson. Ella es la esposa de Clayface aún no identificada.
- Clayface está programado para ser un personaje regular en la próxima serie de animación para adultos de DC Universe, Harley Quinn, con la voz de Alan Tudyk.[94] Se dice que esta versión cómica es un actor de formación clásica pero terrible que se convirtió en una masa de arcilla que cambia de forma después de "un terrible accidente de cerámica" y es considerado uno de los villanos menores de Gotham City. Introducido en el episodio "Entonces, ¿Necesitas una tripulación?", Clayface trabaja en un bar hasta que lo reclutan para la tripulación de Harley Quinn. En el episodio "Eres un maldito buen policía, Jim Gordon", la mano derecha de Clayface desarrolló una personalidad propia (con la voz de Tom Kenny) después de que se separó temporalmente de él.